# Ново-Обухово
Ново-Обухово — упразднённая деревня, располагавшаяся на территории городского округа Черноголовка Московской области России. В настоящее время представляет собой садовое товарищество.

## География
Находилась в северо-восточной части области, в зоне хвойно-широколиственных лесов, к югу от автодороги 46К-7230, на расстоянии примерно 1 километра (по прямой) к северо-востоку от города Черноголовка, административного центра округа.

### Климат
Климат характеризуется как умеренно континентальный, с умеренно холодной зимой и тёплым летом. Среднегодовая температура воздуха — +4,2 °C. Средняя минимальная воздуха самого холодного месяца (января) — −15 °C (абсолютный минимум — −45 °C), средняя максимальная температура самого тёплого (июля) — +24 °С (абсолютный максимум — +36 °C). Годовое количество атмосферных осадков — 560…600 мм, из которых около 70 % выпадает в период с апреля по октябрь.

## История
В «Списке населенных мест Московской губернии по сведениям 1859 года» населённый пункт упомянут как казённая деревня Новообухово Богородского уезда, расположенная при колодце, в 24 верстах от уездного города. В деревне насчитывалось 9 дворов и проживало 78 человек (40 мужчин и 38 женщин).
По состоянию на 1913 год, в Обухове имелось 13 дворов. В административном отношении деревня входила в состав Аксёновской волости.
По данным 1926 года в деревне имелось 6 хозяйств и проживало 30 человек (14 мужчин и 16 женщин). Являлась частью Ботовского сельсовета Аксёновской волости Богородского уезда.